# فيروا بو (بافيا)
فيروا بو (بالإيطالية: Verrua Po)‏ هي بلدة تقع في مقاطعة بافيا بإقليم لومبارديا في شمال إيطاليا. تبلغ مساحة هذه المدينة 11.26 (كم²)، وترتفع عن سطح البحر 64 م، بلغ عدد سكانها 1324 نسمة في عام 2007 حسب إحصاء المعهد الوطني للإحصاء.

## السكان
في سنة 1861 بلغ عدد السكان 1٬928 نسمة، وتطور العدد ليصل في سنة 2011 لـ 1٬319 نسمة.
يظهر هذا المخطط البياني تطور النمو السكاني لـ فيروا بو (بافيا)